# Hidzsáb
A hidzsáb  (حجاب, ħijāb) arab szó, jelentése: ’kendő’, így nevezik a nők haját eltakaró fátylat, amit a muszlim nők és lányok hordanak kamaszkortól, nyilvános helyeken.
Néhány arab és nyugati országban a hidzsáb szó elsősorban a muszlim nők fejét és testét takaró ruhát jelöli, de az iszlámban szélesebb jelentése van, többek között a szerénységet, a titoktartást és az erkölcsösséget is jelenti. 
A Korán a fejkendőre a  khimār (خمار) szót használja.

## Viselésének szükségessége

### Hagyományőrző megtekintés
Egyesek úgy gondolják, hogy a nők kötelesek eltakarni nemcsak a testüket és hajukat, hanem arcukat és kezüket is, mások ezt nem tekintik elengedhetetlennek, inkább csak ajánlják.[pontosabban?]
Mohamed próféta előírja a Koránban a hidzsáb viselését. Nincs egységesen meghatározva az az életkor, amikor egy nő elkezdi viselni a hidzsábot, de sok muszlim kultúrában a pubertáskor a választóvonal.
Ha a nő egyedül van, vagy közeli hozzátartozók körében, akkor mellőzheti ezt a ruhadarabot.

### Alternatív vélemények
Leila Ahmed szerint a fejfedőnek nem kellene kötelezőnek lennie az iszlámban. Mások azt mondják, hogy nem szükséges, hiszen Mohamed próféta korában sem volt hagyományos viselet a hidzsáb. Egy másik modern értelmezés kimondja, hogy a fátyol viselete nem kötelező a vakok előtt.

## Kortárs gyakorlat

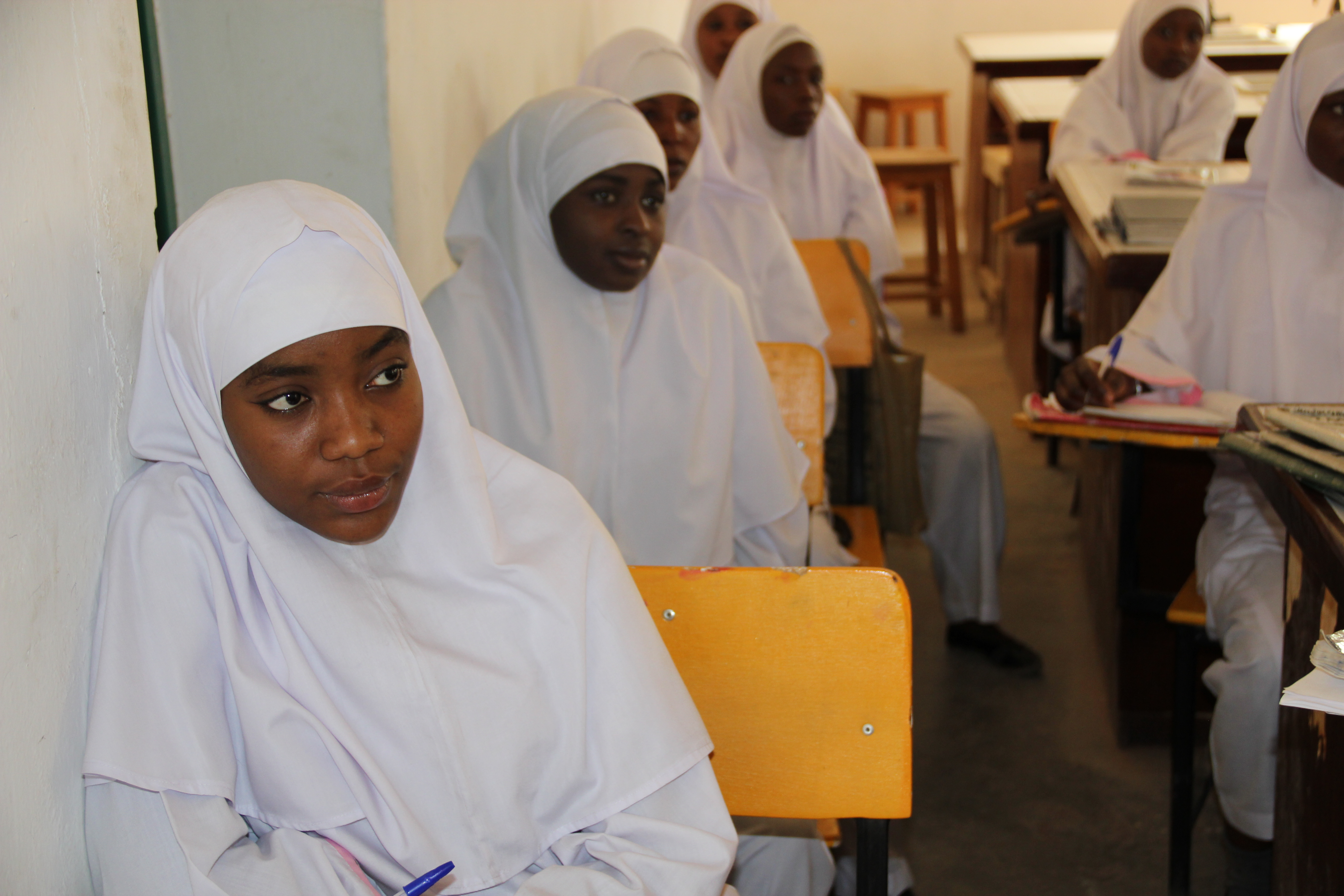
Nigériai nők

Stílusai és gyakorlata eltérő az egész világon.
2014-ben közvélemény-kutatást végeztek abban a hét országban, ahol a lakosság többsége muszlim, hogy melyik stílusú női ruhát tekintik legmegfelelőbbnek a nyilvánosság előtt. Egyiptomban, Irakban, Tunéziában és Törökországban a többség a fejkendőt, Szaúd-Arábiában 63%-ban a nikábot, ill. Pakisztánban is ez utóbbit választották.
Ugyanakkor a nők támogatják azt a nézőpontot, miszerint joguk van választani. Szaúd-Arábia kivételével az országok többsége is ebből a szemszögből nézi az ügyet.
Az Amerikai Egyesült Államokban mintegy egymillió muszlim nő él, 43%-uk rendszeresen fejkendőt visel. Egy vizsgálat során kiderült, hogy az amerikai muzulmán nők 36%-a visel hidzsábot nyilvánosság előtt, 24%-uk csak néhány alkalommal hordja, míg a maradék 40% azt mondta, hogy soha nem vette fel ezt az öltözéket.
Törökországban korábban betiltották a hidzsábot a magán- és az állami egyetemeken, valamint  az iskolákban. 2000-es évek első évtizede közepétől a török nők több mint 60%-a fedte el fejét otthonán kívül, de csak 11%-uk viselt turbánt. Az egyetemeken 2011-ben, a kormányzati épületekben 2013-ban, az iskolákban pedig 2014-ben oldották fel ezt a törvényt.

## Burka és nikáb
Többféle fátyol van, amely részben vagy egészben kiterjed az arcra.
A burka olyan ruhadarab, amely az egész testet beburkolja, beleértve az arcot is. A szemrészt egyfajta háló fedi, hogy a nő kiláthasson a ruhából.
A nikáb olyan fogalom, amelyet gyakran helytelenül, szinonimaként használnak a burkára. Valójában egy olyan ruhadarabra utal, amely a szem kivételével fedi el a nők testét. Hagyományosan az Arab-félszigeten viselik.
Egy 2014-ben végzett felmérés szerint a nők a burkát Szaúd-Arábiában 1%-ban, Irakban 4%-ban, Pakisztánban 3%-ban, Libanonban 2%-ban, Egyiptomban, Tunéziában és Törökországban 1%-ban hordják.

## Története

### Az iszlám előtti használata

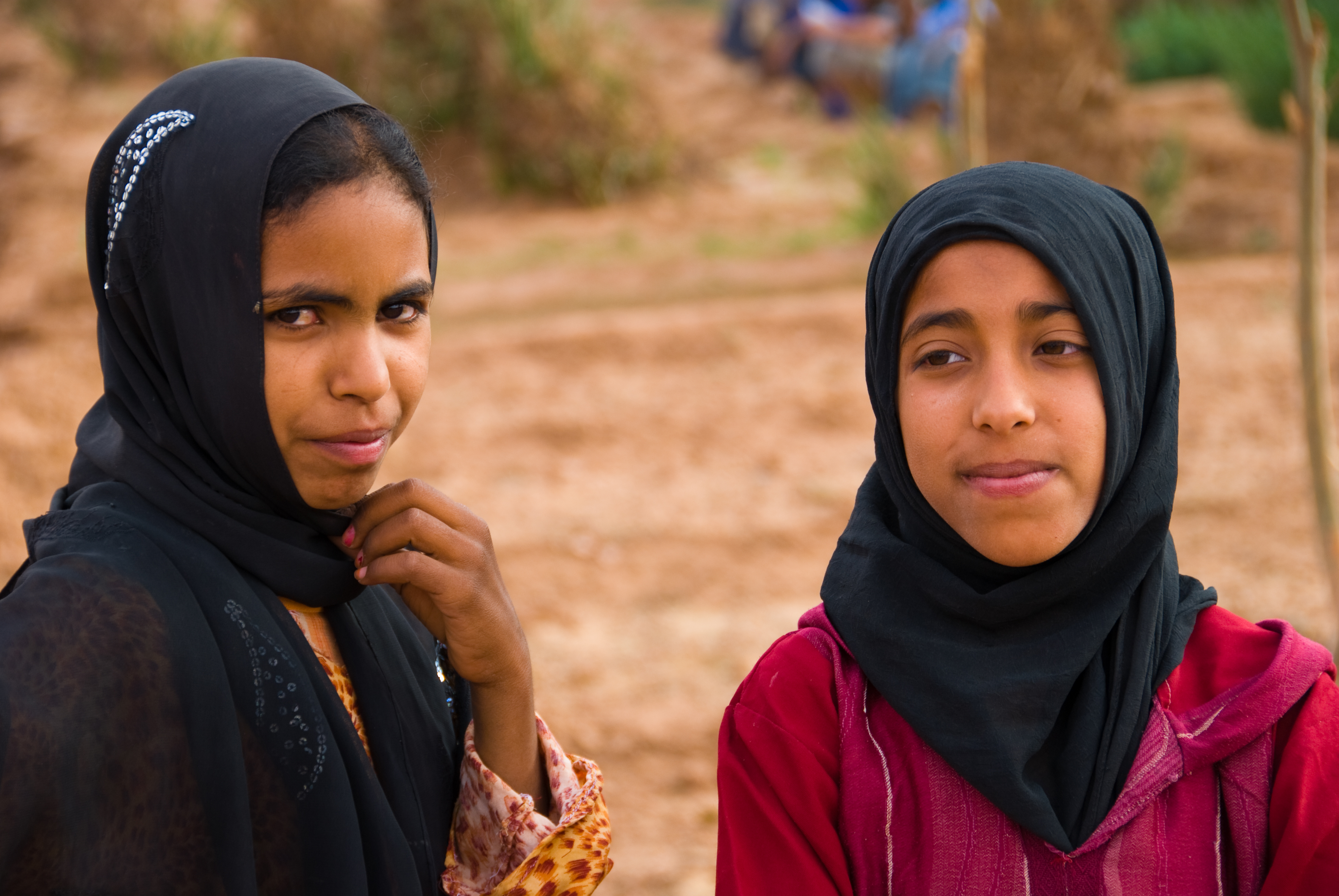
Lányok hidzsábban

Női rabszolgáknak és a prostituáltaknak tilos volt fátyol viselete, szigorú büntetések terhe mellett. Így tettek különbséget a "tisztességes" (pontosabban: tiltott) nők és azok között, akikhez szabadon hozzá lehetett férni.
I. e. 550 és 323 között az ókori Görögországban a nők szintén fátyollal fedték el magukat a férfiak szeme elől.
A férjezett zsidó nők is kendővel takarták el a hajukat.
Régészeti bizonyítékok arra utalnak, hogy az ókori Rómában a keresztény nők takarták el a hajukat. A legismertebb korai keresztény nézet a fátyolról a Korinthosziakhoz írt első levélből való: 11:5-6.
- 1 Kor 11:5 Minden asszony, aki fedetlen fővel imádkozik vagy prófétál, szégyent hoz fejére.
- 1 Kor 11:6 Ha az asszony nem fedi be fejét, vágassa le a haját; ha viszont szégyenletes dolog az asszonynak, hogy a haját levágassa vagy leborotváltassa, fedje csak be fejét.

A görög, perzsa, és a szemita népek viseltek fátylat Közel-Keleten. A vidéki területeken bevett szokás volt a haj beborítása, viszont az arcé nem.

### Mohamed próféta élete alatt
A rendelkezésre álló adatok arra utalnak, hogy a fátyol már létezett Arábiában Mohamed életében, különösen a városokban, bár talán nem olyan elterjedten, mint a szomszédos országokban, különösen Szíriában és Palesztinában.

### A modern kor előtt
Reza Aslan azt állítja, hogy „A fátyol nem volt sem kötelező, sem széles körben elfogadott”.
A fátyol használata fokozatosan terjedt el, míg végül az egész Közel-Keletet meghódította. A vidéken élő nők sokkal lassabban fogadták el a fátylat, mert akadályozta őket a mezőgazdasági munkájukban.

### Modern kori története

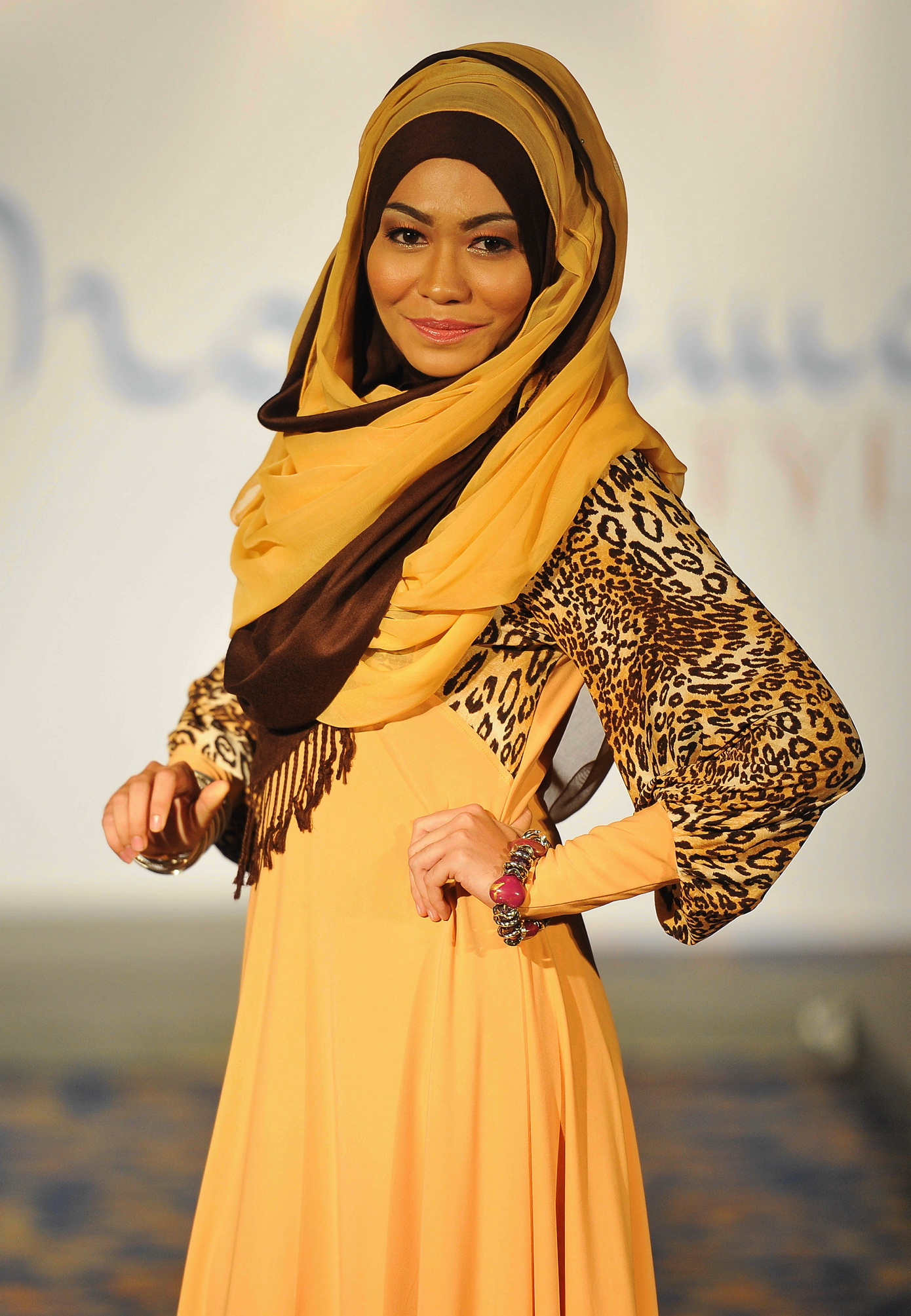
Manöken Malajziában

Pakisztánban, Afganisztánban és Iránban sok liberális nő viselt rövid szoknyát, hippi ruhát, trapéznadrágot, és hidzsáb nélkül jelent meg a nyilvánosság előtt. Ez megváltozott a szovjet inváziót követően Afganisztánban, a katonai diktatúra után Pakisztánban, és az iráni forradalomkor, 1979-ben, amikor újra a hagyományos öltözékeket kezdték viselni.
Egy „ébredés” után a vallásosság jele kezdett megmutatkozni a ruházaton is. Néhány nő úgy döntött, hogy használja a nikábot, valamint a két kesztyűt és zoknit, hogy a bőre ne legyen látható.
Annak ellenére, hogy számos kritika szerint a hidzsáb gyakorlata nyomasztó és káros a nők és a férfiak közti egyenlőségre nézve, a muszlim nők úgy tekintik, hogy kendőjük pozitív dolog. Úgy gondolják, ez a módja annak, hogy elkerüljék a zaklatást. A kendő ugyanakkor jelezheti viselője elköteleződését az iszlám vallás mellett, bár ez a kapcsolat inkább a hagyományon, mintsem tételes vallási előíráson alapul. Végül a kendő pszichológiai védelmet is jelenthet viselője számára illetve megkímél a nemkívánatos pillantásoktól az arcot ért traumás vagy betegség okozta elváltozás esetén.
Vita tárgya, hogy a hidzsáb viselete valóban a nők választása-e, vagy kényszerítik a nőket erre.
A nők, akik úgy döntenek, hogy hordják a hidzsábot, úgy gondolják, lehetővé teszi számukra, hogy megtartsák a szerénységet és az erkölcsöt. 
Louis A. Cainkar azt írja, az adatok arra utalnak, hogy a nők azért hordanak inkább hidzsábot, mert a támadóktól így igyekeznek megvédeni magukat, amely - ha igaz - szemléletes képet ad a közállapotokról.[forrás?]

## Kényszer
Egyes kormányok ösztönzik és kötelezik a nőket a hidzsáb viseletére, míg mások betiltották, legalább néhány nyilvános helyen.

### Jogi végrehajtás
A Szaúd-Arábiai Királyság megköveteli a muzulmán nőktől, hogy fedjék be egész testüket. A szaúd-arábiai nők gyakran viselnek hagyományos abaját, míg a külföldiek néha dönthetnek a hosszú kabát mellett.
Iránban két hónapot és tíz napot kell börtönben töltenie annak a nőnek, aki mellőzi a hidzsábot. A kormányzati és egyházi intézményekben kimár típusú fejkendőt ill. felöltőt hordanak, míg más nyilvános helyeken a nők gyakran fejkendőt viselnek.

### Jogi tilalmak

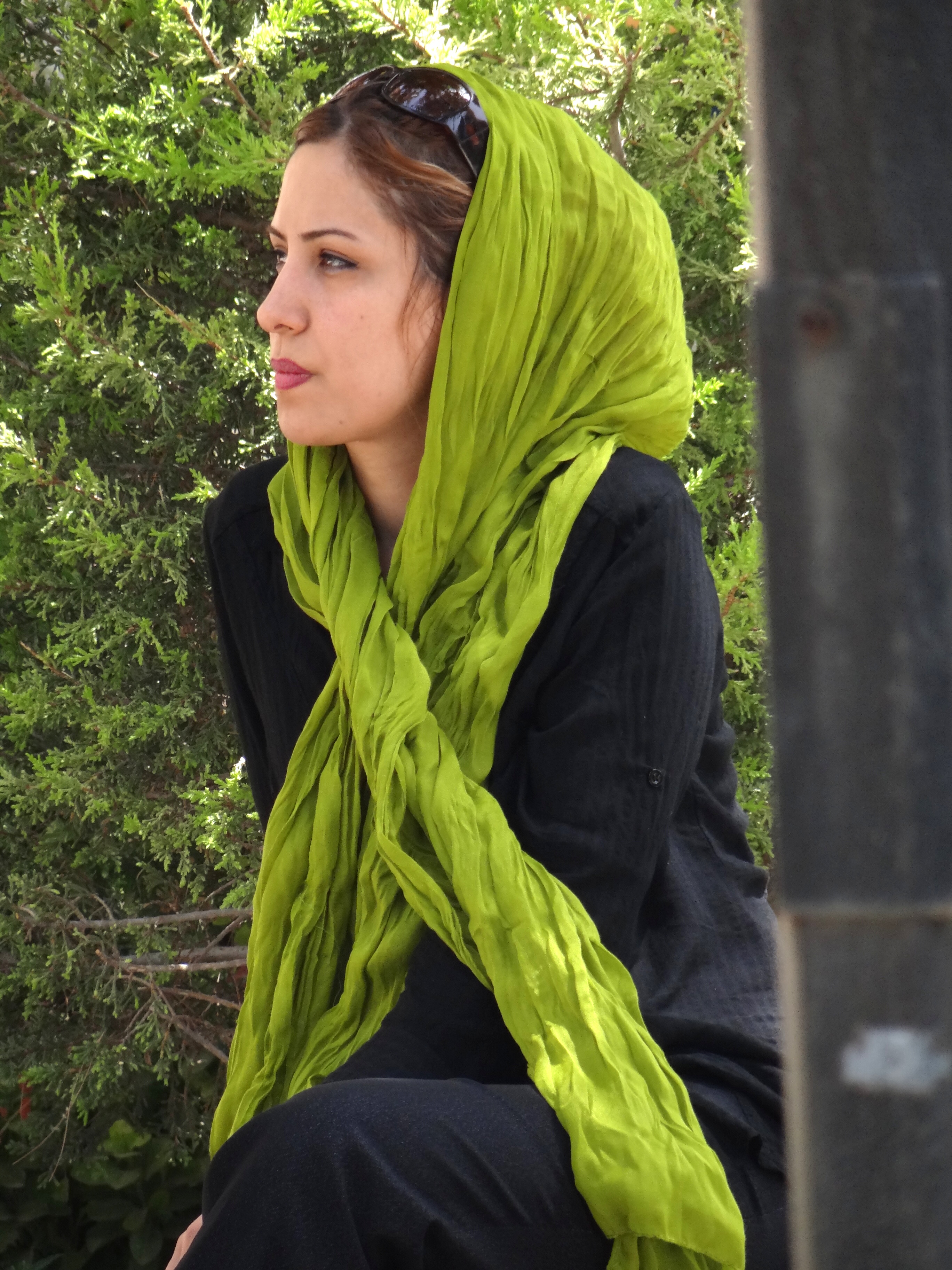
Fiatal iráni nő

1936-ban Iránban a rendőrség letartóztatta azokat a nőket, akik fátylat hordtak. Az emberek felháborodtak ezen, hiszen úgy tartják, ha egy nő nyilvánosan megjelenik hidzsáb nélkül, az olyan, mintha meztelen volna. Sok nő nem volt hajlandó elhagyni a házat, mert féltek Reza sah rendőrségétől.
Törökországban, Tunéziában és Tádzsikisztánban a törvény tiltja, vagy a közelmúltban tiltotta a hidzsábot a kormányzati épületekben, iskolában és egyetemeken. 2010 decemberében azonban a török kormány hatályon kívül helyezte ezt a rendeletet.
2004. március 15-én Franciaországban az iskolákban betiltották az olyan öltözéket, amely „szimbólum, amin keresztül a hallgatók feltűnően megjelenítik vallási hovatartozásukat”. Maaseikben 2006. július 13-án tiltották be a nikábot. 2016-ban pedig több mint húsz francia városban a burka használatát.

### Lebeszélés
Kazahsztánban arról számoltak be, hogy a hatóságok diszkriminálják azokat, akik viselik a hidzsábot. 2016-ban Kirgizisztánban a kormány által támogatott utcai transzparensek célja volt lebeszélni a nőket a hidzsáb viseletéről.

## A hidzsáb világnapja
A hidzsáb világnapja éves esemény, február 1-jén zajlik. Először 2013-ban ünnepelték, és arra ösztönzi a muzulmán és nem muzulmán nőket, hogy viseljék a hidzsábot és így eltűnjenek a közösség szeme elől.

## Fordítás
- Ez a szócikk részben vagy egészben  a   Hijab című angol Wikipédia-szócikk fordításán alapul.  Az eredeti cikk szerkesztőit annak laptörténete sorolja fel. Ez a jelzés csupán a megfogalmazás eredetét és a szerzői jogokat jelzi, nem szolgál a cikkben szereplő információk forrásmegjelöléseként.